# ニコチンアミド-N-メチルトランスフェラーゼ
ニコチンアミド-N-メチルトランスフェラーゼ(nicotinamide N-methyltransferase)は、ニコチン酸およびニコチンアミド代謝酵素の一つで、次の化学反応を触媒する酵素である。
S-アデノシル-L-メチオニン + ニコチンアミド + H+ {\displaystyle \rightleftharpoons } S-アデノシル-L-ホモシステイン + 1-メチルニコチンアミド
この酵素の基質はS-アデノシル-L-メチオニン、ニコチンアミドとH+で、生成物はS-アデノシル-L-ホモシステインと1-メチルニコチンアミドである。
この酵素は転移酵素の一つで、特に一炭素基を転移させるメチルトランスフェラーゼである。組織名はS-adenosyl-L-methionine:nicotinamide N-methyltransferaseで、別名にnicotinamide methyltransferaseがある。